# Zenobia van Armenië
Zenobia (Oudgrieks: Ζηνοβία, Zēnobía) was de dochter van koning Mithridates van Armenië en gehuwd met haar neef Rhadamistus.

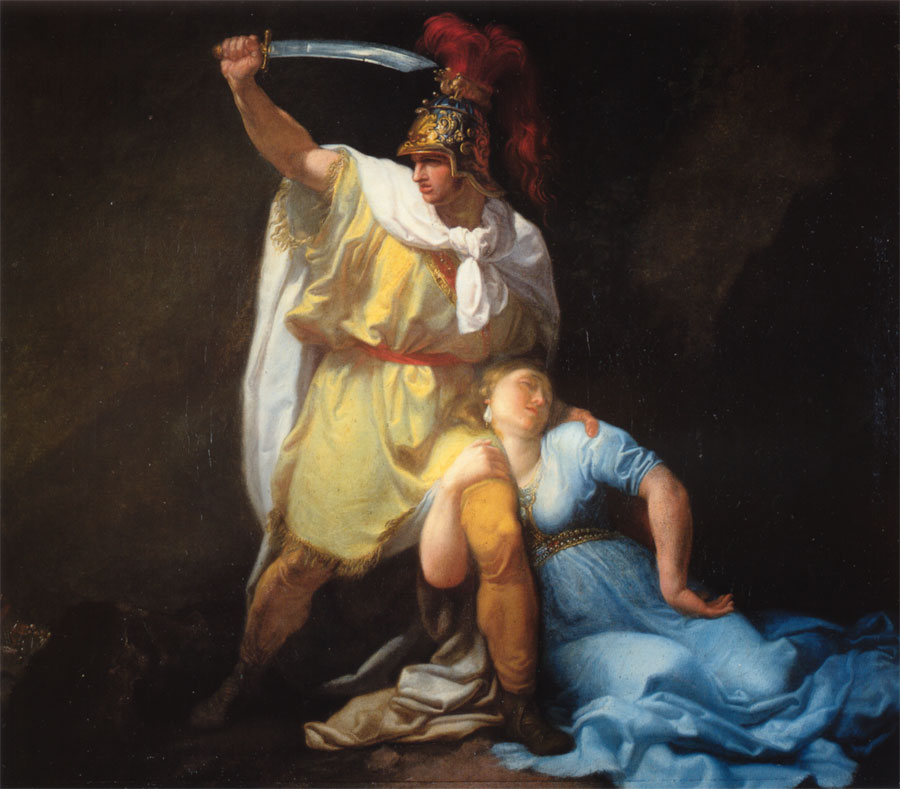
Radamisto uccide Zenobia door Luigi Sabatelli (1803).

Deze regeerde over de Kaukasische Iberiërs en streefde naar de troon van Armenië, om welke reden hij tegen zijn ouders en bloedverwanten vele gruweldaden pleegden.
Toen in 54 n.Chr. de Parthen onder Vologeses I en Tiridates Armenië veroverden, moest Rhadamistus vluchten. Op de vlucht smeekte de zwangere Zenobia haar echtgenoot haar te doden, opdat zij niet in handen van de Parthen zou vallen.  Rhadamistus bracht haar met zijn zwaard een wond toe en wierp haar in de Araxes.
Zij werd echter door herders gered en viel nu toch in handen van Tiridates, die haar echter met grote eerbied behandelde. Een inscriptie, die een landschenking aan de zoon van een zekere Rhodomistus vermeldt, lijkt erop te wijzen dat Zenobia aan het hof van Tiridates was bevallen van een zoon en lijkt door Tacitus vermelde behandeling van Zenobia door Tiridates te bevestigen.

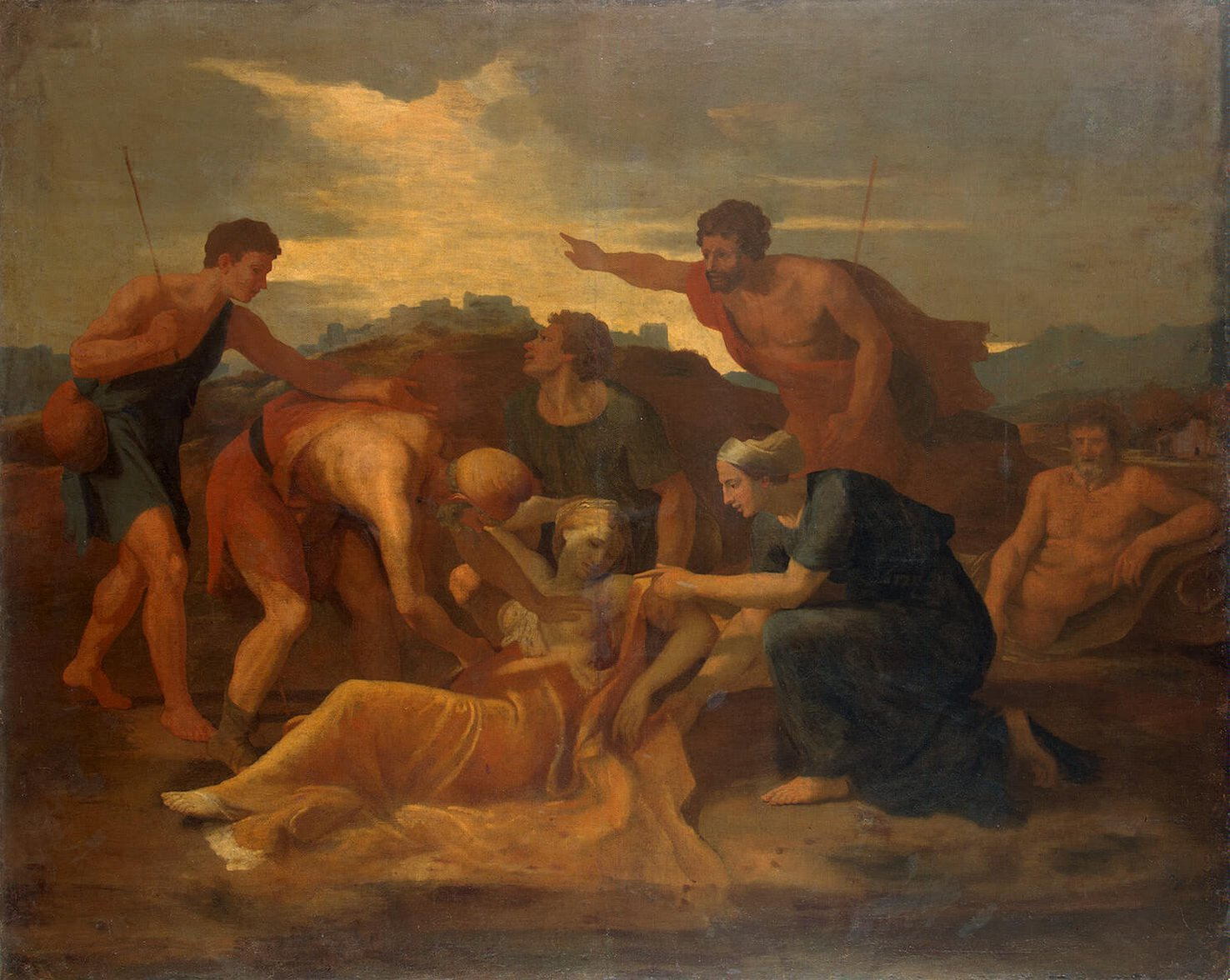
La reine Zénobie trouvée sur les rives de l'Araxe door Nicolas Poussin (1634).

De vondst van Zenobia op de oever van de Araxes was de inspiratie voor verscheidene opera's en schilderijen. Er zijn met name op basis van het libretto Zenobia van Pietro Metastasio (1737) verscheidene opera's gecomponeerd. Het was ook een inspiratie voor schilderijen van Nicolas Poussin, Luigi Sabatelli, William-Adolphe Bouguereau en Paul-Jacques-Aimé Baudry.